# Cerignola
Cerignola ist eine Stadt in der Provinz Foggia, Region Apulien in Italien.

## Lage und Einwohner
Cerignola liegt etwa 40 Kilometer südöstlich von der Provinzhauptstadt Foggia entfernt. Zudem nimmt die Stadt eine Fläche von 593,71 km² ein, was die Stadt italienweit zur flächenmäßig drittgrößten Gemeinde nach Rom und Ravenna macht. Die Stadt hat 57.066 Einwohner (Stand 31. Dezember 2023).
Die Nachbarorte von Cerignola sind Ascoli Satriano, Canosa di Puglia (BT), Carapelle, Lavello (PZ), Manfredonia, Ordona, Orta Nova, San Ferdinando di Puglia (BT), Stornara, Stornarella, Trinitapoli (BT) und Zapponeta.
Cerignola stellt das landwirtschaftliche Zentrum der Region Apulien dar. Die Stadt ist zudem der Namensgeber für das Weinbaugebiet Rosso di Cerignola, das sich im Umland befindet.

### Bevölkerungsentwicklung
Zwischen 1991 und 2001 stieg die Einwohnerzahl von 57.366 auf 58.090. Dies entspricht einer prozentualen Zunahme von 1,3 %.

## Geschichte

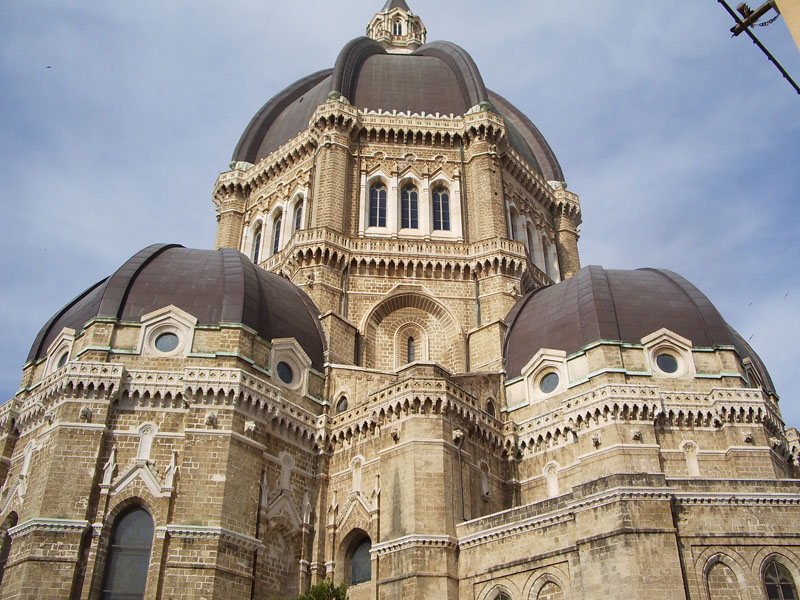
Cerignola, der Dom

Cerignola wurde von Normannen gegründet und war von 1418 an für mehrere Jahrhunderte Lehnsbesitz der Familie Caracciolo. Am 28. April 1503 siegten bei Cerignola die Spanier über die Franzosen. Als Konsequenz wurde das Königreich Neapel spanisch.
Der Vater des ehemaligen New Yorker Bürgermeisters Fiorello La Guardia stammte aus Cerignola.

## Sehenswürdigkeiten
- Der neogotische Dom San Pietro Apostolo aus dem 20. Jahrhundert
- Die Chiesa Madre aus dem 11. Jahrhundert
- Torre Alemanna
- Die barocke Kirche Beata Vergine del Monte Carmelo aus dem 16. Jahrhundert
- Palazzo Cirillo-Farrusi
- Piano delle Fosse del Grano

## Städtepartnerschaften
- Vizzini, Italien, seit 1997
- Montilla, Spanien, seit 2003
- Nemours, Frankreich, seit 2003
- Canosa di Puglia, Italien, seit 2012

## Söhne und Töchter der Stadt
- Nicola Zingarelli (1860–1935), Sprach- und Literaturwissenschaftler
- Giuseppe Di Vittorio (1892–1957), Kommunistischer Gewerkschaftsfunktionär
- Riccardo Carapellese (1922–1995), Fußballspieler und -trainer
- Nunzio Galantino (* 1948), Bischof, Generalsekretär der italienischen Bischofskonferenz
- Giacomo Cirulli (* 1952), römisch-katholischer Bischof von Teano-Calvi
- Elena Gentile (* 1953), Politikerin
- Ottavio Dantone (* 1960), Cembalist, Pianist und Dirigent
- Nicola Amoruso (* 1974), Fußballspieler